# 自傷行為
| 順位 | 疾病                            | DALYs （万） | DALYs （%） | DALYs （10万人当たり） |
| ---- | ------------------------------- | ------------ | ----------- | ---------------------- |
| 1    | 2019年コロナウイルス感染症      | 24,306.3     | 8.1         | 3,061.5                |
| 2    | 虚血性心疾患                    | 19,389.3     | 6.4         | 2,442.2                |
| 3    | 脳卒中                          | 16,020.2     | 5.3         | 2,017.8                |
| 4    | 下気道感染症                    | 10,564.2     | 3.5         | 1,330.6                |
| 5    | 早産による合併症                | 10,048.0     | 3.3         | 1,265.6                |
| 6    | 背中と首の痛み                  | 9,088.2      | 3.0         | 1,144.7                |
| 7    | 糖尿病                          | 8,053.4      | 2.7         | 1,014.4                |
| 8    | COPD                            | 7,806.8      | 2.6         | 983.3                  |
| 9    | 下痢性疾患                      | 6,974.3      | 2.3         | 878.4                  |
| 10   | 交通事故                        | 6,785.3      | 2.3         | 854.6                  |
| 11   | 結核                            | 6,063.6      | 2.0         | 763.7                  |
| 12   | 出生合併症 (新生児仮死又は外傷) | 5,925.9      | 2.0         | 746.4                  |
| 13   | うつ病性障害                    | 5,665.6      | 1.9         | 713.6                  |
| 14   | 先天異常                        | 5,272.2      | 1.7         | 664.1                  |
| 15   | マラリア                        | 5,205.9      | 1.7         | 655.7                  |
| 16   | 肝硬変                          | 4,593.6      | 1.5         | 578.6                  |
| 17   | 気管、気管支、肺がん            | 4,564.8      | 1.5         | 575.0                  |
| 18   | その他の難聴                    | 4,419.3      | 1.5         | 556.6                  |
| 19   | 墜死                            | 4,385.5      | 1.5         | 552.4                  |
| 20   | 腎臓病                          | 4,372.1      | 1.5         | 550.7                  |

自傷行為（じしょうこうい、英: self-harm）は、意図的に自らの身体を傷つけたり、毒物を摂取したりすること。致死性が低い点で自殺とは異なる。リストカット、ライターやタバコで肌を焼く（根性焼き）、髪の毛を抜く、怪我をするまで壁を殴るなどの行為がある。また、OD(オーバードーズ)など薬を過剰に摂取するなどもある。虐待のトラウマや心理的虐待及び摂食障害、低い自尊心や完璧主義と正の相関関係があると考えられている。また抗うつ薬や、他の薬物などが自傷行為を引き起こすことが知られている。
支援においては、本人の気持ちに共感的に耳を傾け、信頼できる援助関係を維持していくことが大切である。その中で、自傷行為を引き起こしている背景要因を理解し、その背景要因に対して適切なアプローチをすることで、自傷行為を否定することなく本人を支えていく。

## 概要
自傷行為は、1994年の『精神障害の診断と統計マニュアル』第4版(DSM-IV)の診断名としては独立しておらず、精神障害の症状の1つとして扱われていた。背景となる障害には、境界性パーソナリティ障害、双極性障害、心的外傷後ストレス障害、解離性障害、統合失調症、知的障害があり、また近年では何ら問題の見られない一般人口での伝染も見られる。治療方針は全く異なってくるので患者本人および家族に自傷行為についての誤解を解いてもらうことなど、その評価が非常に重要である。脳の器質的障害が原因とされる自閉症にも自傷と呼ばれる行動障害があり、自分の手を噛む、壁や床に頭を打ち付ける、自分の顔を叩くなどの行動が見られることがある。ただし統計的に親族間での関連性がある双極性障害、統合失調症、境界性人格障害、解離性障害などに見られる自傷行為とストレス性のものは別物である。依存症との関係も指摘されるが、伝統的精神医学の勢力が強い日本では薬物依存の恐れがあるのに精神科医が薬物を処方したりといった事態が発生していた。もっとも、アメリカ合衆国でもスティーブン・レベンクロンのように、自傷行為そのものを疾患として扱うべきだという主張もあり、2013年の第5版では「非自殺性自傷行為」(NSSI)が独立の疾患として扱われることになった。
自傷行為はWHOのICD-10では独立した疾患として扱われていた。自傷行為による疾病は、世界の障害調整生命年（DALY）の1.3%を占め、20位に位置づけられる（WHO,2003年）。特に青年においては一般的である。さらに自傷行為は自殺リスクと関連性があり、自傷行為を行う人は12ヶ月後の自殺死亡リスクが50-100倍であると英国国立医療技術評価機構（NICE）は報告している。WHOは世界で88万人が自傷行為によって死亡していると推定している（2010年）。また、2019年5月にはICDは第11版（ICD-11）への改定が行われたが、この中に盛りこまれた複雑性PTSDの症状の一つである感情の制御困難の一種として自傷行為の存在が指摘されている。
治療は、欧米では認知行動療法が主体である。それは自傷行為に替わる、危険性の少ない行動を身につけるということで達成される。具体的な治療法や支援方法については、「自傷行為#治療」を参照。

## 用語の歴史
アメリカではリストカットのような自傷行為は、1960年代より流行した。1990年代以前には、自傷行為を表す英単語としてself-mutilationという語が使われていたが、mutilationとは機能不全にするように切断するというような意味であり、1990年代半ばからself-injuryという語に置き換わっていった。偶発的に起こることではない。日本で1999年に、スティーブン・レベンクロンの『自傷する少女』を邦訳した訳者は、そのあとがきで「自傷」という言葉がなじみの薄いものであると紹介しており、日本で問題化するのはそれ以降である。
1983年に、PattisonとKahanが「故意に自らを害する症候群」（Deliberate self-harm syndrome）という概念を提唱し、その3徴候として、「薬物の乱用または依存」、「自傷」、「食行動異常」を挙げた。女性では摂食障害の60〜70%に自傷行為を、また男性では薬物乱用の50%以上に自傷行為を伴うとされており、共通の病理、または共通の行動化要素としての関連が考えられる。
身体改造は、タトゥー、ピアスなどの形態をとるが、これらはほとんどの文化において文化的に是認され、象徴性あるいは美的に施されるものであり、それを自傷ととらえることは不適切であるが、そうした美的な観点を欠いたまま自分で施されたり、特にそれが衝動的に心理的な苦痛から逃れるという動機でなされた場合には、自傷でありうる。アメリカでタトゥー、ピアスを自傷行為と考える専門家は80〜90%であったが、2000年半ばには5〜10%であり、ゆえに社会的に容認されていれば、身体改造を自傷と考えることは不適切である。

## 自傷と自殺の区別
自傷と自殺については厳密に異なる。自傷行為を自殺行為と誤解することは治療の妨げとなる(Lineham,1993a) とされている。
自殺が、意識を終わらせたい、苦痛から永遠に遠ざかりたいという動機から行われる。自傷に多い、切るという方法は、自殺では1.4%の者しかとらない。
自傷は、自傷者の多くが自己報告するように、心理的な苦痛を和らげ変化させるためであり、一方少数はロボットのような感情の空虚さが苦痛でありそこから逃れるためにであると報告する。自傷では、切る、火傷、殴る、頭をぶつける、タトゥー、ピアス、抜毛など、極端な事例を除けば死に至る可能性は低く、自殺とは異なり反復的に行われ、その部位も選択されている。そうではなく、より強く傷をつける場合には、行動のコントロールができなくなっていることを示唆し、自傷というよりは上述したself-mutilationである。

## 原因
悲しみや怒り、孤独感や劣等感などの感情により衝動を抑えきれない状態に陥った時、または呼吸困難、頭痛、吐き気など精神的ストレスによる症状が同時に襲ってきた時、それを抑えるために自らを傷つけてしまうと一般的にはいわれている。しかし、本人にとっては具体的に何が引き金となり自傷行為を行うかはたいてい不明である。自傷を行う者は「ただ強い衝動があった」などといったはっきりとしない妙な説明をしてしまうことが多く、中には自傷をしている時点で記憶や意識がない場合もある。これはいわゆる解離性障害であるとみられる。
目的は死に到るための自殺ではなく、孤独感や空虚感を紛らわすための「自己の再確認」や「ストレス解消」といった、生きる願望が屈折した形になって現れる行為である。しかし、自傷行為は生きたいための行動であるにもかかわらず、本人に自殺願望があることも多い。自傷行為は自殺を抑えるための役には立つが、自殺願望がある場合には、最終的に自殺をしてしまうこともあるとされる。しかし、自傷行為による事故死と自殺は判別がつきにくく、実際の様相ははっきりとは分かっていない。自傷行為は社会的には理解されにくく不可思議なものとみなされてしまうことが多い。しかし、本人の状態に対する危険信号としての理解が必要である。
また、医師は初め脳器質疾患を疑うこともあるが、それは念のための診断である。肉体を切るとエンドルフィンというホルモンが分泌され、精神的な苦痛が緩和されるのでそれを無意識的に期待して切る者もあるとも考えられている。だが、大抵本人はこの事は分かっていない。

### 精神疾患
自傷行為をする者に最も疑われるのは境界性パーソナリティ障害、解離性同一性障害である。DSM-IV-TRでは境界性パーソナリティ障害の診断基準の5番目に「自殺の行為、そぶり、脅し、または自傷行為のくり返し」が含まれている。この他にはうつ病、双極性障害演技性パーソナリティ障害、自己愛性パーソナリティ障害、強迫性障害なども疑われる。また、統合失調症と判断されることもある。
精神医学上は自傷行為はそれらのパーソナリティ障害、解離性障害などの精神障害の二次的な症状であるとされ、それ単独で起こるとはされない。しかしながら実際には、必ずしも症状の深刻さと自傷行為のひどさは一致しないことが分かっている。これは本人に「自傷行為者（リストカッター）としてのアイデンティティ」が確立するか否かによるようである。これはかつて多くの精神病者と病院との間の関係で社会学者達から指摘されたものであり、病院での交友関係が定常化して「自分は健常者」という意識がもてなくなることによるとされる。

### 薬物とアルコール
アルコール乱用、薬物乱用と関連性がある。10〜24歳では、SSRI系の抗うつ薬が自傷行為を増加させると結果が見られており、特に高用量から服用を開始した場合、自傷行為の出現頻度は2倍であった。

### 遺伝的・生化学的因子
自傷行為の原因として、脳内のセロトニン不活性も考えられている。しかし、その生化学的因子は幼少期にトラウマを負ったことによっても形成されるとされているので、現時点ではそれが遺伝的因子と同一であるかについての結論は出ていない。
アルコール依存症などの遺伝的因子は、自傷行為をよりひどくする因子であると考えられている。

### 身体の自己所有意識の欠如
自身の身体についての所有意識が希薄であるケースも見られ、内在する病理の問題点が指摘できるが自傷行為との直接の因果関係は不明である。家父長制度のような社会文化的制度により自身の身体が自分のものではないとする漠然とした認識を持つようになることが誘発因子であるとする見方は当たらない。イスラム社会のように家父長制度が長く、現在でも極めて強い諸国での自傷行為が日本など先進諸国よりも多くみられるとの信頼に足る報告は無い。

### 虐待との関連性
虐待を受けた人が自傷行為をするとは限らない。イギリス精神医学学術誌の系統的レビューによると、日本を含む世界では、自傷行為は幼少期の親からの虐待が原因であると考えられているが、その証拠は全くない。
鹿児島大学が2006年1月に発表した、九州の5大学に通う1〜2年生1626人を対象にした調査がある。回答者1592人（男性831人、女性761人）のうち、自傷行為の経験者は120人（7.5%）であり、「家族からの放任や罵倒などを経験した」と答えた人が自傷行為をする危険性は、そうでない人の8.7倍、「第三者からの性的暴力を受けた」が5.8倍、「教師や友人からの無視を経験した」が5.5倍、「両親からかわいがられた経験がない」が4.2倍であった。

### 直接的動機について
原因として、フロイトに関係する精神分析の解釈が用いられることもあるが、現在はさほど有力視されていない。精神分析学的自我心理学に関係する解釈によると、自傷行為は幼少期（1〜3歳前後）の頃の母親との分離不安が原因となり、自己存在の確認の一時的な手段として用いられると主張される。この説は精神分析学的に手首は乳房に触れていたのだから母親との意思疎通を図っているのだろうとされていたために起こったものである。この説に基づけば、自傷行為は母親など他人との意思疎通の一種であると考えられる。しかしまず、手首が母親との意思疎通を表すならレッグカットなどをする時点でこの説は不備が多い。さらに、実際に意思疎通能力を高めても、何人かについては成功を収めたものの、多くの患者は自傷行為を続けたのである。このため、研究者たちは自傷行為にはより複雑な原因があると判断し、異なる原因があるだろうという論が現在有力である。いずれにせよ人によってその背景が異なる事を十分認識しておかなくてはならない。
自傷行為の場合解離する場合と解離しない場合があることが知られる。多くはその二つを使い分けているようである。代表的な動機を以下に述べるが、どれであるかははっきり区分できない。だが、解離が進んでいればいるほど重症なケースが多い。
周囲の目や気を引こうとして行う
周囲に心配されない、見てもらえないといった見捨てられ感を打破したいがために、わざと人目を引く傷をつけ心配してもらいたい、という欲求を満たすために行う。わざととはいっても、この動機は無意識的なものであり、本人ははっきりとは理解していない。解離性の自傷行為とはほぼ対極に位置するもので、この場合傷口を当初から隠そうとせず見せびらかすケースがほとんどである。
儀式として行う
恋人や家族などを事故で失った場合に行う。この場合、自傷行為は、本人なりの葬儀のあり方であるとされる。家族や恋人との接点が薄い場合、墓参りに行こうとしても行けず、自分の手首や腕を切って血を流すことで、恋人や家族の死の葬儀の儀式として行うとされる。この場合、仕事や個人的な事情などで当初は悲しむ余裕すらなかった場合が多く、一年後など後になって起こることが多いとされる。
聖書中では宗教上の儀式としての自傷行為が描写されている箇所がある。
自己を認識するための手段
自分という存在の輪郭を再確認し、自己解体感を抑える際に行う。これは周囲に対して見捨てられ感を抱いた場合、「自分という存在はこの世界に必要ないのかもしれない」といった考えを否定するためである。また、虐待を受けたことなどで、自分の存在をその苦痛に投影するケースもこれに当たる。痛み、流れる血などを見て自己の生命を再確認し、安心できることから行われる。
痛みによって助けを求めるための手段
自分が非常に危険な状況に陥った時に、痛み自体に救いを求める際に行う。これは自殺を模倣することで、自分自身の自殺したい願望を抑えるためともいわれる。例えば、仕事上の失敗などで「もうこんな現実から逃げたい」と思っているにもかかわらず死ぬことがためらわれる場合などが、これに当たる。
攻撃衝動を自分に向ける
自身の攻撃衝動を外に向けることができない者（女性に多い）が、その衝動を内に向けるときに行う。例えば「親や周囲の人間に愛されない自分の存在が許せない」と認識した場合に行うのがこれである。またこれは、自分を理解しない周囲に対する怒りをもったときに、手首などをそれらの周囲に見立てて人格化し、攻撃しているとも解釈できる。
現実逃避の手段
何か非常に困難な事象にぶつかった場合、自分を切ることによってその現実に一時的に対処する際に用いる。例えば、両親の不和や自分に対する虐待などで「親を愛することができない自分なんかいらない」と自身が認識した場合や、自分のことが原因で友情にひびが入った場合「自分なんかいなければよかった」と思ってしまうケースなどがこれに当たる。この場合、罰せられることによって「許し」を乞うているとも考えられる。しかしながら、それによって本当に許しが得られるわけでもなく、常習化が進んでしまうとされる。
自分を他人にする手段
自分がしていることを他人の目で見ることによって自分自身を乖離させる手段として用いる。自分で自分を切りつけ、葛藤している通常の自分を信じられない自分にすることによって、自身を他人のようにみなし、その自身を否定し、そうしていないもう一人の自分を認識することによって、葛藤ごと葛藤している自分自身を否定し、精神の安定を得るのである。
自分自身の存在をなくする手段
過去の体験や記憶を自分の中から失わせる手段として用いる。本人の中で「親殺し」の葛藤が起こることもある。その状況は「真っ白」とも表現される。これは、自分自身の精神的な痛みを、肉体的な痛みによって超越させ、それによって思考を破壊し、自己を内へと退行させている。つまり、自分自身の肉体的な痛み以外に自分を精神的に守ってくれる存在がいないと感じている。

## 経過

### 初期の症状
リストカットを含む自傷行為が始まるのは精神的に最も不安定であった時期より数年遅れることが多く、若ければ10歳前後から始まる。酒や薬などを用いて始めることもあるが、多くの場合は自然に発症する。当初の感覚は強い憤り、不安、パニックなどである。前兆として、その感情を抑えようと物を投げたり壊したりすることもある。
当初は周囲に対する恥辱感から傷口を隠すことが多い。通常は腕時計やリストバンド、長袖などで傷口を隠す。小学生など、年齢が若い場合は自傷行為についての知識がさほどないためか、刃物以外で自傷行為をすることが多い。

### 常習化
自傷行為をすることによって、一時的に当初の精神的な苦痛は緩和される。しかし、それは自分を傷つけた直後だけなので、止めたいと思っていたとしても、また新たな精神的苦痛を負うことによって何度も繰り返してしまい、常習化するケースがほとんどである。何度も切っているとその部分の感覚が麻痺してくるうえ、血を見ることに慣れてくるので、常習化はさらに進む。また、夏服になると手首は目立つので、リストカットよりもアームカットをすることが多い。
一般には剃刀やカッターナイフなど鋭利な刃物を使うことが多い。自傷行為は切るだけではなく、自分で自分を殴ることもある。他には、バーニングをするためにドライヤーなどを使うこともある。また、激しい痛みを求める場合には鋏や包丁など刃先がギザギザした刃物を用いる事もある。切る時はただ切りたいという衝動に駆られるだけで切ることが多いが、後で傷跡やケロイドを見て醜く思い、自分自身を卑下してしまうこともある。
人間関係が不安定になることが多い。引きこもりのような状況になることもあるが、基本的には人との接触を望んでいるので、一時的なものであることが多い。しかし、対人関係はその後も不安定であることが多い。この状態が続いた場合、現実検討能力が全体的に弱体化していく。
自傷行為が原因で死亡まで至るケースは極めてまれであるが、静脈切断でもかなりの量の出血をすることがあり、極度の貧血のために心臓が弱ってしまうなど健康に差し支えることもある。また、精神的に乖離している場合、予定外に動脈を損傷することもあり、この場合本人の意思にかかわらず結果的に死亡してしまうこともある。

### 回復
自傷者は、ある程度の時間がたつと精神的ストレスを言葉で表現することが多くなってくる。もともと自分自身の抑圧されたストレスが表現できなかった者に多いため、周囲の環境によっては回復することも少なからずある。実際に、精神的に落ち着けば自傷行為が治まる場合も多く、年齢と共に自傷行為をする人口は減る。これは、年齢に応じた経験によって自己を確立する術を手に入れたからと考えられる。また、結婚などによって治まることもある。しかし、愛情にうまく対応できず離婚してしまい、再び自傷行為をしてしまう者も多い。
だが、生涯にわたって影響が見られる場合が少なくない。より深刻な心的外傷後ストレス障害や解離性同一性障害の人もいる可能性もある。

## 治療
まず医療施設の中で、安全でプライバシーの確保された環境に保護し、一人にさせてはならない。特に児童青年が自傷行為を行った場合、通常は児童青年病棟に一晩入院させるべきであり、それ以降にフォローアップを行うとNICEは勧告している。非精神科病棟への入院は好ましくなく、やむをえない場合は自傷が繰り返されないよう厳密な対策が求められる。
境界性パーソナリティ障害や心的外傷後ストレス障害（PTSD）など、関連疾患の症状を呈している場合には、それぞれのガイドラインにならって心理療法・薬物療法などを行う。

### 援助の方針
全般的に罰するような態度は避ける必要があるとされている。また、接している者が感情的に混乱するとか、悲しくなるとか、軽蔑してしまうとか、身体の反応としてめまいや興奮、心拍の増加を感じることがあり、それは「正常な反応」であるが、自傷行為を抑制する点では役に立たないため、冷静さを取り戻す必要がある。強い反応は、大人を騒がせたい思春期の子どもなど強い反応を期待している行為者にとっては、自傷行為を強化することになる。あるいは、自分が他者に拒否されたという体験を追認させ、自傷行為の原因となりえる体験をまたひとつ作り出してしまう。そうして否定的感情による強い反応を避ける必要がある。
共感的に接する必要はあるが、支援したい・助けたいと強く感情的・肯定的に反応することもまた、逆に保護的な反応を起こすために自傷行為をするという強化を促す可能性がある。つまり、否定的であろうと肯定的であろうと、強い反応は有害であるということである。
その時になにがなんでもやめさせようとするのではなく、決めつけず、思いやりを持ち、急速な変化を求めず接するということが、良好な接点を持つのに重要であるとされている。
自傷を行わないという契約に、自傷行為の抑制効果があるという証拠はなく、『自傷行為治療ガイド』の著者は危険の方が多いため推奨していない。実際に自傷行為に替わる方法を身につける前の段階での契約では自傷行為を行わないことは難しく、それにもかかわらず「していないと言う」ようになる可能性がある。
『自傷行為治療ガイド』に、特に救急医療の医療従事者に向けての「自傷する人々のための権利章典」が掲載されている。自傷者には、叱責されず思いやりのある治療を受ける権利があることが記されており、他に傷がないか強制的に検査することは発見されにくい部位に傷を隠すようになるため禁じられるとともに、決めつけをもった態度で接しないよう注意が促されている。

### 心理社会的支援
認知行動療法が一般的である。家族療法などを用いることもある。英国国立医療技術評価機構（NICE）のガイドラインでは、3-12セッションの心理療法を提案している。
『自傷行為治療ガイド』では、マーシャ・リネハンの開発した弁証法的行動療法（DBT）の境界性パーソナリティ障害への有効性に言及されている。リネハンの技法ではマインドフルネスが中核的な要素とされており、落ち着いていながら集中しているマインドフルネスの技法を用いるジョン・カバット・ジンや仏教僧のティク・ナット・ハンなどにも言及され、深呼吸から10まで数える瞑想など様々な瞑想法を紹介している。毎日15〜20分の練習で、1〜2か月後には実用レベルにまで上達し、数か月後には相当興奮していても効果を発揮するまでになるとしている。
他にもいくつか自傷行為の代わりとなる置換行動を紹介しており、赤いペンで線を引いたり傷のつかない刺激を与えるといった、自傷行為自体につながりかねないので最小限に用いるべき置換行動や、運動をする・芸術創作を行う・音楽を聴いたり演奏したりする・友人や家族など誰かとコミュニケーションする・気分転換を通して気を紛らわすといった置換行動を、組み合わせることを提唱している。
PTSDのようにトラウマが原因となっている場合には、そのトラウマの解消に向けた認知行動療法を行うことも有効である（詳細は、「PTSD#心理療法」を参照）。
心理社会的支援にあたって、治療や支援の場につながることができたこと（援助希求行動）を支持するとともに、自傷の事実を打ち明けてくれたことへの感謝とねぎらいの気持ちを伝える。具体的には、「よく来たね」といった言葉を通して援助希求行動を支持するとともに、「正直に打ち明けてくれてありがとう」「そうやってつらい毎日を生き延びてきたのだね。よく頑張ったね」といったメッセージを通して感謝とねぎらいの気持ちを伝える。
また、自傷したことを責めることなく自傷行為に至った苦しさに耳を傾けていく中で、その苦しさが少しでも楽になるための方法や環境を本人と一緒に考えて支援していく。同時に、自傷行為はすぐにやめなくてもよいことや、自傷したくなったらそれを信頼できる人にいつでも言ってよいことなどを伝え、本人を責めたり孤立させたりすることなく温かくサポートする。

### 薬物使用の方針
自傷行為自体を減らすことを目的としての薬物療法は、行ってはならないとNICEは勧告している。抗うつ薬や抗不安薬の服用が自傷行為の回数を増加させることもあるし、こうした薬物の過剰摂取を引き起こすこともある。併存疾患の治療のために薬物を処方する際には、過剰摂取の毒性を検討し、例えば抗うつ薬では三環系は毒性が高いため処方すべきではなくSSRIが好まれる。
境界性パーソナリティ障害に対する2009年のNICEガイドラインでは、自殺企図や自殺念慮の強い傾向がある場合には薬物療法を用いず、もし用いるとしても相対的に安全な薬で1週間をめどにし、効果がなければ中止することを推奨している。2008年の日本のガイドラインも、そうした患者に対し、抗うつ薬と抗精神病薬のような併用療法の有効性を支持する証拠もなく、同種類の薬を複数処方することにも注意し処方するとしても単剤とし、過量服薬の危険性にも注意し、特にベンゾジアゼピン系抗不安薬を避けることを推奨している。

## 疫学

世界の自傷行為による人口10万人あたりDALY（2004年）
no data
less than 80
80–160
160–240
240–320
320–400
400–480
480–560
560–640
640–720
720–800
800–850
more than 850

リストカットは1960年代に主としてアメリカの女性に見られ、社会問題となった。自傷行為経験者は若い未婚の女性に多く、男性にも一定数存在する。常習性が高く、周囲の理解も得られにくいために長期間苦しむことも多い。カナダ放送協会 (CBC) が500人のスクールカウンセラーに過去1年間に診た自傷者数を尋ねてみたところ、各校に2〜3人いるという回答結果が得られ、非公式な調査結果ではあったが、その発症率は女子250人に1人とされた。
1990年代後半より、精神障害の診断を受けないような一般人口の間での自傷行為が出現しており、トラウマとなるような体験がない場合が多い。リストカッターのおよそ半数が性的虐待の被害者であるという、ファヴァッツァによる1998年の推定は、あまりに高すぎると考えられる。
英国については、全人口有病率はおよそ0.5%と推定されている。英国の15-16歳の生徒を対象に行われた大規模研究によれば、前年に自傷行為をしたと報告したのは少女が11%、少年は3%であった（2000年と2001年。オックスフォード地区、ノーザンプトン地区、バーミンガムの学校41校の6000人を対象） 。スラッシュ（切り付け行為）（65%）が自己虐待の方法としてもっとも多く、過剰行為（31%）がそれに次いだ。
欧米の研究者によると大体6割程度に親からの虐待の事実が認められるとされるが、残り4割には認められない。
イギリスのオリンピック・メダリスト二人（陸上のケリー・ホームズ、自転車競技のヴィクトリア・ペンドルトン）は、勝負のプレッシャーから自傷行為をしていたことを認めている。

### 伝染
自傷の伝染は、20世紀前半から報告され、古くはロスとマッケイによる1979年の研究からの歴史があり、1985年に伝染性があることを実証し報告したのはローゼンとウォルシュである。

### 日本での疫学
日本において自傷行為に関する研究は極めて遅れている。本項目でも日本における調査を参考までに多く取り上げているが、これらの調査に対して自傷症患者を取材してきた記者からは「そもそも自傷行為の定義がはっきりしていない」とか「本当に注目しなければならないのは中毒症状になってしまった場合であるのにその辺りが曖昧である」といった疑問が投げかけられており、調査は大まかな指針にはなっても実際には実態を表していない可能性が強いとされている。
日本での自傷行為は、欧米からの症例が紹介された1970年代頃から把握されだした。日本では、精神分析や精神関連の用語の普及と共に実際の症例が増す傾向がある。奈良教育大学の調査によると1999年頃から統計上は急激に増加したとされる。
自傷行為の伝染性は、インターネット上での自傷関連サイトとの影響も指摘された。2月6日の『毎日新聞』夕刊によると、2005年の首都圏のある公立中学校では、3年生の数人がリストカットをし始めたが、その後急激に増加し、200人足らずの3学年の中で学校が把握しているだけでも20人を超えたという。医師なども人間関係が苦手な場合、仲間意識を感じようと自傷行為をしてしまう事もあるようだという話をすることがある。
全国高等学校PTA連合会が、（独）福祉医療機構（子育て支援基金）の助成で、2003年度から3か年計画で実施している「高校生の心身の健康を育む家庭教育の充実事業」の第3年次の調査によると、高校2年生5755人からの回答を、木原雅子京都大学大学院助教授が集計・分析を担当した結果、自傷行為の経験があるのは男子5.3%、女子10%だった。また、同調査では「出会い系サイト」は男子3.9%、女子5.8%、「援助交際」は男子1.1%、女子1.5%が経験していると回答している。

## 社会的側面

### スティグマ
自傷行為は、以前は自殺行為とみなされてしまうほど理解のない症状であった。病院でもその行為が理解できない医者が大半であり、病院側も対処に困るケースが大半であった。
しかし、自傷行為が広まるにつれ、その行為は一種の病気であり、自傷行為をする者は精神病者であるとみなされるようになった。非常に否定的な注目ではあるが、以前より理解度が上がったのは事実である。しかしその後にも、心の内の実情を知るものは少なく、精神病者として社会的に偏見を受けることが多い。一般に、自傷行為は理解されにくく、その行為に及んでいるというだけで軽蔑視される。
また、フロイト系の解釈をする医師からは、その行為は単なる甘えであると見なされてしまうこともある。周囲から、マゾヒスト的な発想に基づく行為と見られてしまうこともある。これらの偏見は、本人が自分自身のアイデンティティとして認知してしまうこともあり、自傷者自身がそう言ってしまうこともある。
しかし、実際には自傷行為は厳しい現実に対する一種の自己防衛手段なのであり、そのような偏見は病院のスタッフや周囲が自傷行為をする人間に対しての理解が少ないために起こるものであろう。実際に自傷行為をする者には、その家族構成や周囲の環境に何らかの異常が認められることも多く、実は家族の構成員や周囲の人間の中では最も正常な人間であるともみなされることも多い。しかし、それらの人間には表面上は異常とみなされるような行動が少ないので、実際には自傷行為をする人間の多くは自分自身が最も異常であると考えてしまうことが多い。しかし、自傷行為は社会的には許容され難いので、なるべくそれ以外の手段をとることが適切であると思われる。

## 動物の自傷行為

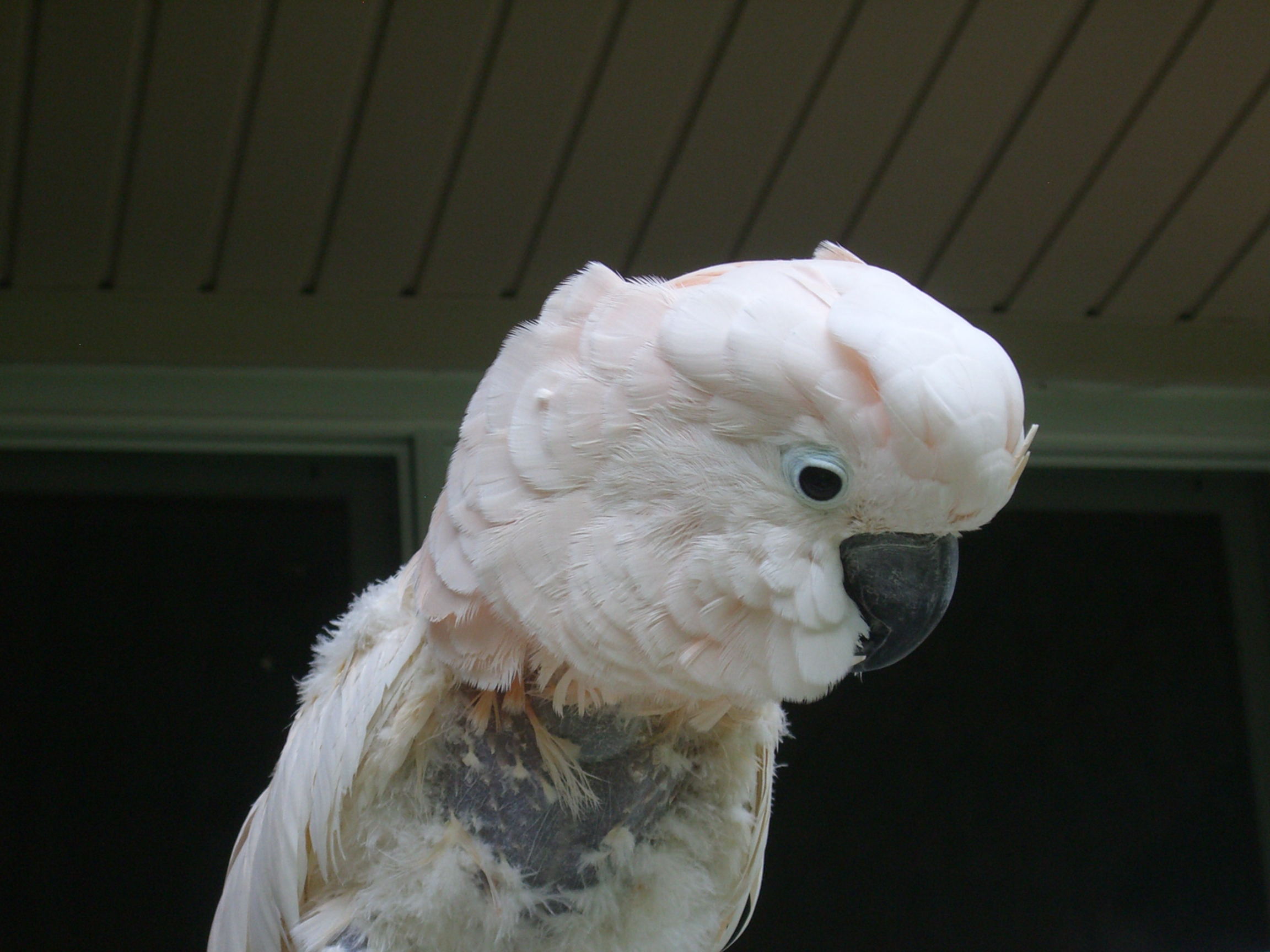
自分の羽毛を抜いてしまったオウム

養殖されていたり飼われていたりする動物がストレスで気が狂い、自傷行為に走る事がある。毛皮にされる檻の中で飼われた動物が自身の体に噛み付く自咬症、水族館の魚が自ら壁にぶつかる、などの行動が見られる。飼い鳥によく見られるストレスや寄生虫などの原因により自らの羽毛を抜いてしまう毛引き症や自咬症も自傷行為の一種である。犬などは、毛が無くなるまで舐め続ける肢端舐性皮膚炎や自咬症などがある。また、こういった自傷行動はマウスにおいてはカフェインなどの薬物などによって起きやすくなる。

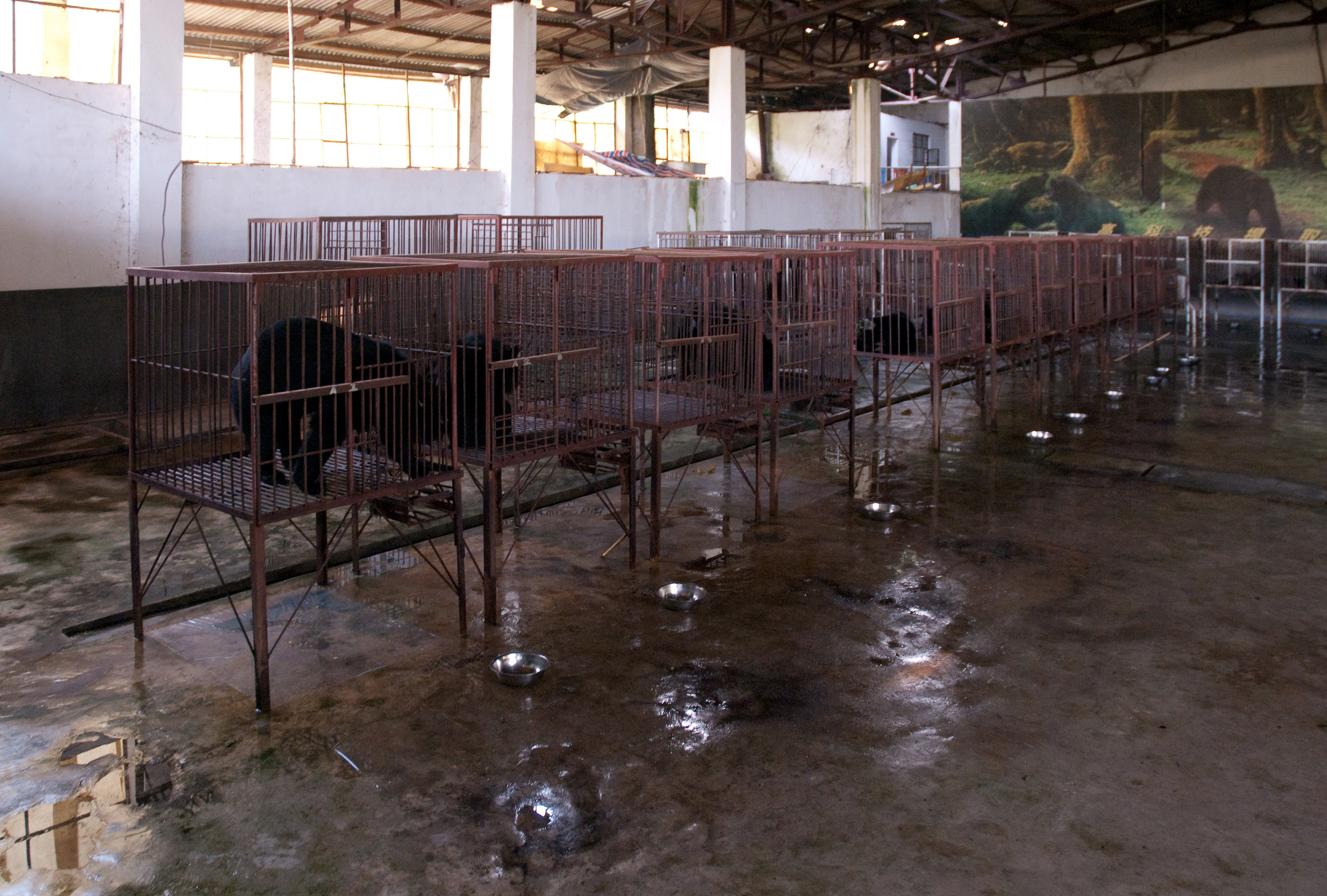
熊農場の様子

### 熊胆
熊胆は主に熊の胆汁を原料として作られる生薬や漢方の総称である。その製造の過程で、麻酔を使用せずに胆嚢に直接カテーテルを挿入する方法がとられれており、この方法を用いて胆汁を採取した場合拷問のような激痛を伴うとされており、実際に一部の熊が自らの爪で腹を抉るような行動や、食事を拒むなどの行動が確認されている。